# Habrocestum
Habrocestum là một chi nhện trong họ Salticidae.